# Citi FM
Citi FM ist ein privatrechtlicher Radiosender aus der ghanaischen Hauptstadt Accra, dessen Empfangsgebiet die Greater Accra Region ist. Der Sender nahm im November 2004 seinen Sendebetrieb auf und steht im Eigentum der Omni Media Limited, unter dem Vorsitz des Gründers Nik Amarteifio und der Leitung durch den CEO Samuel Atta-Mensah.
Das Hörfunkprogramm wird auf der analog terrestrischen Frequenz 97,3 MHz gesendet und besteht hauptsächlich aus lokalen und internationalen Nachrichten, Talk, Sport, Politik, Kultur und Musik. Über die offizielle Webpräsenz citifmonline.com ist das Programm auch via Internetradio weltweit empfangbar.
Im Juni 2018 ging aus der Citi-Marke auch der Fernsehsender Citi TV hervor.

## Geschichte
Der privatrechtliche Radiosender Citi FM begann im November 2004 mit der kommerziellen Ausstrahlung seines Programms in der Landessprache Englisch und bot von Beginn an eine Mischung aus zeitgenössischer Musik für Erwachsene, Nachrichten und Talk-Programmen. Der Sender hat eine dominante Präsenz in der Greater Accra Region, der Eastern Region, der Central Region und Teilen der Volta Region und der Western Region in Ghana und strebt eine globale Reichweite als Online-Radio auf citifmonline.com an. Bei einer Umfrage von GeoPoll im ersten Quartal ging Citi FM mit 4,72 % Marktanteilen als drittbeliebtester Radiosender Ghanas – hinter Peace FM und Adom FM – hervor. Nur wenige Monate später rangierte der Sender auf dem zweiten Platz in Greater Accra. In einer Umfrage von Goodman AMC aus Accra wurde Citi FM als die Mediennachrichtenquelle erwähnt, der die Ghanaer am meisten vertrauen würden, wenn es darum geht, verlässliche Informationen aus erster Hand über die Präsidentschaftswahl 2016 zu erhalten. Das Programm Election Forensics erhielt dabei einen Vertrauensprozentsatz von 30 % und belegte damit den ersten Platz unter den Radioprogrammen.
Eine der populärsten Sendungen ist die Morningshow Citi Breakfast Show mit dem Host Bernard Avle, der auch als General Manager des Senders in Erscheinung tritt. Die Show wird wochentags – von Montag bis Freitag – von 6:20 Uhr bis 10:00 Uhr gesendet und im Laufe der Jahre bereits mehrfach ausgezeichnet. Das Chartered Institute of Marketing, Ghana (CIMG) verlieh im Jahr 2015 Bernard Avle mit seiner Citi Breakfast Show gemeinsam mit der Sendung Drive auf Joy FM den Preis für die beste Sendung. Bereits bei den ersten BBC Africa Radio Awards im Jahr 2007 wurde The Citi Breakfast Show hosted by Bernard Avle als Interactive/Talk Show of the Year ausgezeichnet.
Im zweiten Quartal 2017 erreichten sowohl Joy FM als auch Citi FM die 1-Million-Likes-Marke auf Facebook, wobei Citi FM zum Stichtag die meisten Likes verzeichnen konnte. Bereits im Jahr zuvor hatte Citi FM die meiste Anhängerschaft auf Facebook. Doch auch abseits der sozialen Netzwerke gelten Citi FM und Joy FM als die größten Konkurrenten. Unter anderem deswegen, weil Citi FM im Laufe der Jahre eine Reihe von Mitarbeitern von Joy FM abgeworben hatte und teilweise das Programmformat von Joy FM kopierte.
Im Juni 2018 gelang der Citi-Marke mit der Einführung von Citi TV der erfolgreiche Einstieg in den Fernsehübertragungsmarkt, wobei der Sender in einem relativ kurzen Zeitraum von zwei Jahren bedeutende Durchbrüche mit seinen relevanten Nachrichten- und Zeitgeschehensprogrammen, sowie Lifestyle, Kunst und Kultur und jugendorientierten Inhalten erzielten konnte.
Bei den 25. GJA Awards, die am 24. Oktober 2020 im Mövenpick Ambassador Hotel Accra vergeben wurden, wurde die The Citi Breakfast Show als Best English Norning Show (Radio) ausgezeichnet und Citi FM selbst erhielt den Preis als Best Radio Station of the Year (English). In den Jahren davor hatte Citi FM bei den Awards bereits zahlreiche Preise gewonnen; 2017 etwa waren es sechs verschiedene Auszeichnungen.

## Motto
Relevant Radio. Always.